# Myszy i ludzie
Myszy i ludzie (oryginalny tytuł Of Mice and Men) – powieść amerykańskiego pisarza i noblisty Johna Steinbecka z 1937 roku. Jedno z najbardziej popularnych dzieł tego autora. Opowiada historię dwóch przyjaciół, George’a i Lenniego, którzy podczas wielkiego kryzysu w latach 30. XX wieku próbują zarobić na życie, tułając się od rancza do rancza.

## Tytuł
Steinbeck zaczerpnął nazwę dla swego dzieła z wiersza Roberta Burnsa Do myszy.

## Geneza oraz tło historyczne
W 1936 Steinbeck przyjął zlecenie od San Francisco News, by zbadać sytuację migrujących
pracowników w Kalifornii. Historie i okoliczności, w jakich ich doświadczył, zostały odzwierciedlone w jego dziele. Była to próba pokazania w jaki sposób dwóch mężczyzn próbuje przetrwać w czasie wielkiego kryzysu. Steinbeck dołączył do tego również swoje doświadczenia z pracy na farmie oraz z miejsc, w których żył.
Powieść ta jest ściśle połączona z wielkim kryzysem lat 1929–1933. Gdy w latach trzydziestych XX wieku giełda podupadła, sytuacja farmerów ze złej stała się tragiczna. Po I wojnie światowej ceny plonów znacznie spadły, zmuszając ich do powiększania swoich dobytków i kupowania dodatkowych narzędzi. Sytuację tę pogorszyła susza we wschodniej części Ameryki Północnej. Dlatego też farmerzy nie mieli z czego spłacać swoich długów, które zaciągnęli, by kupić ziemię i narzędzia. Skutkiem tego były masowe migracje do Kalifornii w celu znalezienia godnej pracy.

## Treść
Akcja powieści rozgrywa się w Dolinie Kalifornijskiej nad rzeką Salinas oraz na ranczu znajdującym się nieopodal. Do pracy na ranczu udają się dwaj przyjaciele – George Milton (niski i bystry parobek) oraz Lennie Small (silny i wielki, ale upośledzony umysłowo). Zatrzymują się nad brzegiem rzeki, by przenocować.
Lennie nie potrafi sobie przypomnieć, dokąd właściwie się udają. George musi mu wszystko przypominać. Lennie przyniósł ze sobą zdechłą mysz, co irytuje George'a. Olbrzym lubi zajmować się miękkimi zwierzątkami, niestety z powodu swojej siły i niemożności jej opanowania często zupełnie przypadkiem je zabija. Gdy George wyrzuca gryzonia do rzeki, Lennie zamiast zbierać drewno na opał, udaje się na poszukiwania swojej własności. George traci cierpliwość i wymyśla Lenniego, lecz po chwili pod wpływem wyrzutów sumienia stara się pocieszyć swego przyjaciela. Opowiada o marzeniu obu bohaterów, o własnej farmie, która zapewni im utrzymanie i gdzie Lennie będzie mógł opiekować się królikami.
Następnego ranka przyjaciele spóźnieni docierają na ranczo. Niemal od razu między George'em a synem właściciela rancza, Curleyem, dochodzi do niesnaski. Curley jest niskim mężczyzną, który nie cierpi wielkich facetów, takich jak Lennie. Bohaterowie poznają też żonę Curleya, której prowokacyjny ubiór i zachowanie sprawiają, iż George zaczyna się niepokoić. Ostrzega Lenniego, by trzymał się od obojga z daleka. 
Slim i Carlson to dwóch najemnych pracowników na ranczu. Suka Slima właśnie się oszczeniła. Slim daje Lenniemu szczenię, a ten spędza większość wieczoru, bawiąc się z nim w stodole. Carlson natomiast sugeruje, że sędziwy Candy powinien zabić swojego starego, schorowanego psa pasterskiego i wziąć jedno ze szczeniąt. 
George zwierza się Slimowi, że Lennie podczas pobytu na poprzednim ranczu sprawiał kłopoty i obaj musieli uciec z miasta, gdy Lennie nieumyślnie zaatakował kobietę, która następnie udała się na policję. Gdy do baraku wchodzi Candy, wraz ze swoim psem, Carlson nalega, by zabić zwierzę. Starzec jest jednak bardzo przywiązany do swojego psa. Nikt jednak nie staje po jego stronie i Candy ulega presji. Carlson wyprowadza psa i zabija go strzałem z pistoletu.
George i Lennie zaczynają rozmawiać o życiu w przyszłości na wymarzonej farmie. Rozmowę słyszy Candy, który chce przyłączyć się do bohaterów. Fakt, że ma odrobinę oszczędności, przekonuje George’a i Candy zostaje przyjęty do spółki. W baraku pojawia się Curley, wiecznie poszukujący swojej żony. Podirytowany drwinami parobków, postanawia wyżyć się na uśmiechającym się pod nosem Lenniem. Atakuje go, a Lennie nie próbuje mu oddać. W samoobronie łapie rękę Curleya i miażdży ją, nie zdając sobie sprawy ze swojej siły.
Tego wieczoru wszyscy mężczyźni oprócz Candy’ego, Lenniego i czarnoskórego inwalidy Crooksa, udają się do miasta. Wszyscy trzej gromadzą się w przybudówce stodoły, gdzie stajenny Crooks żyje sam, odrzucony przez społeczność farmy. Lennie mówi Crooksowi o pomyśle na założenie własnej farmy, lecz zostaje wyśmiany przez mężczyznę. Jednak gdy do rozmowy włącza się Candy, Crooks zmienia zdanie i pyta, czy nie znalazłoby się dla niego miejsce na przyszłej farmie.
Pojawienie się żony Curleya w stodole wprawia zebranych mężczyzn w zakłopotanie. Jej nachalne zachowanie sprawia, że Candy żąda, aby się wyniosła. Rozwścieczona kobieta zaczyna krytykować parobków oraz ich marzenia, co z kolei wyprowadza z równowagi Crooksa. Żona Curleya szybko przywołuje go do porządku, grożąc, że oskarży go o niecne zamiary wobec niej, co zaprowadzi Crooksa na stryczek. Gdy słychać głosy powracających z miasta, żona Curleya szybko odchodzi. Crooks po tym incydencie traci entuzjazm i nie chce już brać udziału w założeniu wspólnej farmy.
Następnego dnia, po południu, Lennie siedzi sam w stodole ze szczeniakiem, którego przypadkowo zabił podczas zabawy. Do środka wchodzi żona Curleya i siada obok niego. Opowiada mu o tym, że mogła zostać aktorką, a Lennie mówi tylko o własnej farmie i o królikach, którymi mógłby się zajmować. Żona Curleya zachowuje się zalotnie, proponuje, by Lennie pogłaskał jej włosy. Lennie robi to jednak zupełnie bez wyczucia, co sprawia, że kobieta wpada w panikę. Lennie próbuje ją uciszyć i niezamierzenie łamie jej kark. Lennie ucieka i chowa się przy brzegu rzeki. Candy znajduje ciało żony Curleya, a następnie czym prędzej mówi o tym George’owi. Reszta parobków przychodzi do stodoły i widząc, co się wydarzyło, pod wodzą Curleya ruszają na poszukiwanie Lenniego, by go zastrzelić.
George jako pierwszy znajduje Lenniego nad rzeką. Uspokaja przyjaciela, oznajmiając mu, że nie jest na niego zły. By uspokoić towarzysza, po raz kolejny opowiada Lenniemu o wspólnym marzeniu. Słyszy nadciągającą pogoń i wie, że dla Lenniego nie ma już ucieczki. Strzela niczego nieświadomemu przyjacielowi w tył głowy z pistoletu, który wykradł wcześniej Carlsonowi. Gdy pojawiają się pozostali, Curley i Carlson gratulują George'owi. Slim doskonale wie, że George nie chciał zabić Lenniego, dlatego też zabiera go stamtąd, oferując wsparcie.

## Bohaterowie
- George – jest pracownikiem rancza i opiekunem Lenniego. Bardzo łatwo się denerwuje, szczególnie gdy ktoś grozi jego podopiecznemu. Podąża za swoim amerykańskim snem o własnej farmie, na której chciałby osiąść wraz z Lenniem. Przez to, że opiekuje się Lenniem, jego życie jest skomplikowane, lecz akceptuje swój los.
- Lennie – wysoki i potężny mężczyzna, jest lekko upośledzony. W związku ze swoją dziecięcą naturą bardzo często, zupełnie przypadkiem, przez swoje gabaryty zabija małe zwierzątka i rani innych ludzi. To właśnie doprowadza do śmierci żony Curleya. George na końcu powieści, by nie dopuścić do jego torturowania i więzienia, zabija go.
- Candy – jeden z najstarszych pracowników rancza. Najbardziej boi się tego, iż kiedyś przestanie być użyteczny i zostanie wydalony z rancza. Stracił jedną rękę w wypadku podczas pracy, teraz traci ukochanego psa. Ponownie odnajduje sens życia, dołączając do planów zakupu własnej farmy przez George'a i Lenniego
- Curley – jest synem właściciela rancza, traktuje wszystkich pracowników z góry. Jest niski, dlatego też denerwuje się w otoczeniu osób potężniejszych. Jest nielubiany i obgadywany przez pracowników za plecami.
- Żona Curleya – jedyna kobieta, która pojawia się w tej powieści. Bardzo pragnie uwagi innych mężczyzn, by ulżyć swojej samotności. Jest zamężna od bardzo krótkiego czasu. Uważa, że mogła być sławną aktorką, gdyby tylko nie poślubiła Curleya. Zrobiła to prawdopodobnie, by uciec od swojej matki, która nie pozwoliła jej udać się do Hollywood.
- Crooks – jest jednym z pracowników farmy, lecz różni się od innych. Żyje samotnie, ponieważ jest zdeformowany (ma skrzywiony kręgosłup) i ponieważ jako jedyny jest afro-Amerykaninem. Jest zdystansowany, lecz ma się wrażenie, że jest taki tylko dlatego, iż doskwiera mu samotność.
- Slim – pracownik farmy, zwierzchnik parobków. Jest bacznym obserwatorem, umie zachować spokój. Pozostali pracownicy słuchają tego co ma do powiedzenia, szanują go.
- Carlson – pracownik farmy, który zasugerował, by uśmiercić psa Candy’ego. Zdaje się być zarozumiały i zgorzkniały. Reprezentuje pogląd, iż osoby stare i nienadające się do pracy powinny zostać uśmiercone. Z jego broni ginie nie tylko pies Candiego, lecz równie i Lennie (z rąk George’a).
- Właściciel rancza – W powieści odgrywa marginalną rolę. Występuje tylko na początku utworu, gdy George i Lennie pojawiają się pierwszego dnia w pracy.
- Ciocia Clara – nie bierze udziału w akcji powieści, lecz występuje jedynie we wspomnieniach. Opiekowała się Lenniem, gdy ten był jeszcze dzieckiem, a na łożu śmierci poprosiła George’a by się nim zaopiekował i go pilnował.

## Motywy

### Amerykański sen
W tym konkretnym dziele jest przedstawiony pod postacią marzenia George’a i Lenniego o posiadaniu własnej farmy i hodowli królików. Uwierzyli oni, że jeśli będą ciężko pracować i odkładać pieniądze to będą w stanie kupić kawałek ziemi i pracować na własne utrzymanie. W pewnym momencie George stwierdza nawet, że ich marzenie było niemal skazane na niepowodzenie. W ten sposób Steinbeck pokazuje jak bardzo ów Amerykański Sen był nieosiągalny dla wielu mieszkańców tego kraju. Według niego sama ciężka praca nie da spełnienia, ani finansowego ani emocjonalnego. Przykładem niech będą postacie Candiego i Crooksa, którzy pracowali niemal całe życie, a nie osiągnęli praktycznie niczego. Za upadek konceptu amerykańskiego snu Steinbeck obwinia wzrost urbanizacji i kapitalizmu. Podobne odniesienia można znaleźć w kilku innych jego dziełach.

### Przyjaźń
Motyw przyjaźni pełni tutaj istotną rolę. Steinbeck na samym początku powieści podkreśla, iż rodzaj przyjaźni między George’em i Lenniem jest bardzo rzadki. Pracownicy rancza uważają to za coś niezwykłego. Mimo tego, że George bardzo często narzeka na Lenniego i to, ze ciągle wpada w tarapaty, nigdy go nie opuszcza, chociaż z łatwością mógłby. Jednak przysięga jaką złożył ciotce Klarze jest dla niego niezwykle istotna. Na końcu powieści, znajdując Lenniego, George jest bardzo zły za to co zrobił, lecz mówi mu co innego – że nie jest zły i nigdy nie był. Po wypowiedzeniu tych słów wyświadcza mu przyjacielską przysługę, największą na jaką go stać, strzelając mu w głowę. Zrobił to tylko i wyłącznie po to, by Lennie uniknął złości i gniewu pozostałych mężczyzn, którymi kierowała żądza zemsty.

### Alienacja kobiet
Mimo że żona Curleya nie zostaje w powieści nazwana i wydaje się być niezbyt znaczącą postacią, to jej obecność, a raczej pojawienie się, rozpoczynało serię istotnych dla całości dzieła wydarzeń. Najistotniejszy prawdopodobnie jest moment, gdy próbuje ona poczuć się mniej samotna i wchodzi do stodoły, w której jest Lennie, co kończy się śmiercią obojga. Steinbeck pokazuje, ze kobiety, tak samo jak niepełnosprawni czy też osoby innej rasy, są alienowane i odsuwane na bok w świecie zdominowanym przez białych mężczyzn. Jej samotność jest odzwierciedleniem samotności wszystkich kobiet, którym ówcześnie nie pozwalano na spełnianie się w jakimkolwiek stopniu.

## Odbiór powieści

### Na świecie
Wiele współczesnych recenzji dzieła było bardzo pozytywnych, o czym świadczy fakt, iż sprzedało się w ponad 117 tys. egzemplarzy. W Hollywood oraz na Broadwayu zaczęto poważnie myśleć nie tylko o adaptacji teatralnej, lecz również filmowej. Tom Cameron z Los Angeles Times stwierdził, iż Myszy i Ludzie jest przykładem barwnych oraz żywych realiów z intelektualnymi wzorcami.
Wiele osób miało jednak odmienne zdanie na temat tej powieści. Edmund Wilson w swoim eseju napisał, że Steinbeck zbyt dużą uwagę przywiązał biologii, co doprowadziło do przedstawienia życia tychże ludzi do złudzenia przypominający życie zwierząt Twierdził, że w powieści panuje zasada ewolucji według Darwina – przetrwają najsilniejsi. Lennie był niezdolny do życia w społeczeństwie, więc musiał umrzeć.

### W Polsce
W komunistycznej Polsce ta powieść była odbierana raczej negatywnie, szczególnie w porównaniu do innych jego dzieł. W 1948 r. Wiktor Woroszylski napisał: Znamy dwóch Steinbecków. Jeden to wielki postępowy pisarz, autor Gron Gniewu […] A drugi Steinbeck? Tego należy wymienić w jednym szeregu z Faulknerem, Saroyanem, D. Parker i wieloma innymi drugorzędnymi pisarzami. Uprawiają oni patologiczny naturalizm. Stwierdził również, iż Steinbeck nie wierzy w możliwości rewolucji społecznej.

## Adaptacje

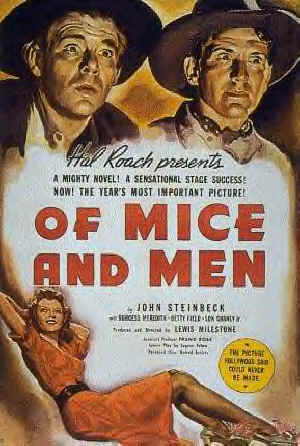
Plakat filmu z 1937 roku.

Jako że dzieło szybko zyskało na popularności, zostało przeniesione na ekrany oraz deski teatrów.

### Kinowe
Od czasu wydania książki powstało kilka filmów na jej podstawie. Pierwszym był film Myszy i Ludzie z 1939 roku w reżyserii Lewisa Milestone’a. W role George’a wcielił się Burgess Meredith, a rolę Lenniego zagrał Lon Chaney Jr. Film ten otrzymał cztery nominacje do Oscara. Drugą adaptacją kinową był film o tej samej nazwie, lecz z 1992 roku. Reżyserem był Gary Sinise, a w role George’a i Lenniego wcielili się odpowiednio sam Gary Sinise oraz John Malkovich. W międzyczasie stworzono kilka telewizyjnych filmów na jej podstawie.

### Teatralne
Pierwsze przedstawienie na podstawie książki odbyło się 23 listopada 1937 roku na Broadwayu. Jego autorem był sam Steinbeck, a reżyserem George S. Kaufman. W rolę George’a wcielił się Wallace Ford, a Lenniego zagrał Broderick Crawford. Produkcja została wskrzeszona kilkadziesiąt lat później, bo w 1974 roku, również na Broadwayu w reżyserii Edwina Sherina. Tym razem główne role zagrali Kevin Conway jako George oraz James Earl Jones jako Lennie.

## Nawiązania
Na wydanym w 1997 roku albumie Z rozmyślań przy śniadaniu grupy Myslovitz znalazł się utwór pt. Myszy i ludzie, inspirowany książką Steinbecka (oraz jej filmową adaptacją).
W roku 2009 powstał zespół, któremu założyciele Austin Carlile oraz Jaxin Hall nadali nazwę Of Mice & Men od powieści Johna Steinbecka.